# Walter Polaris
Walter Polaris e Polaris II foram motores radiais checoslovacos de três cilindros, refrigerados a ar. Foi desenvolvido no início da década de 1930 e fabricado pela Walter, uma fábrica de automóveis e motores aeronáuticos em Praga-Jinonice. Um exemplo do Walter Polaris II está exibido na exposição do Museu de Aviação em Kbely.

## Projeto e desenvolvimento

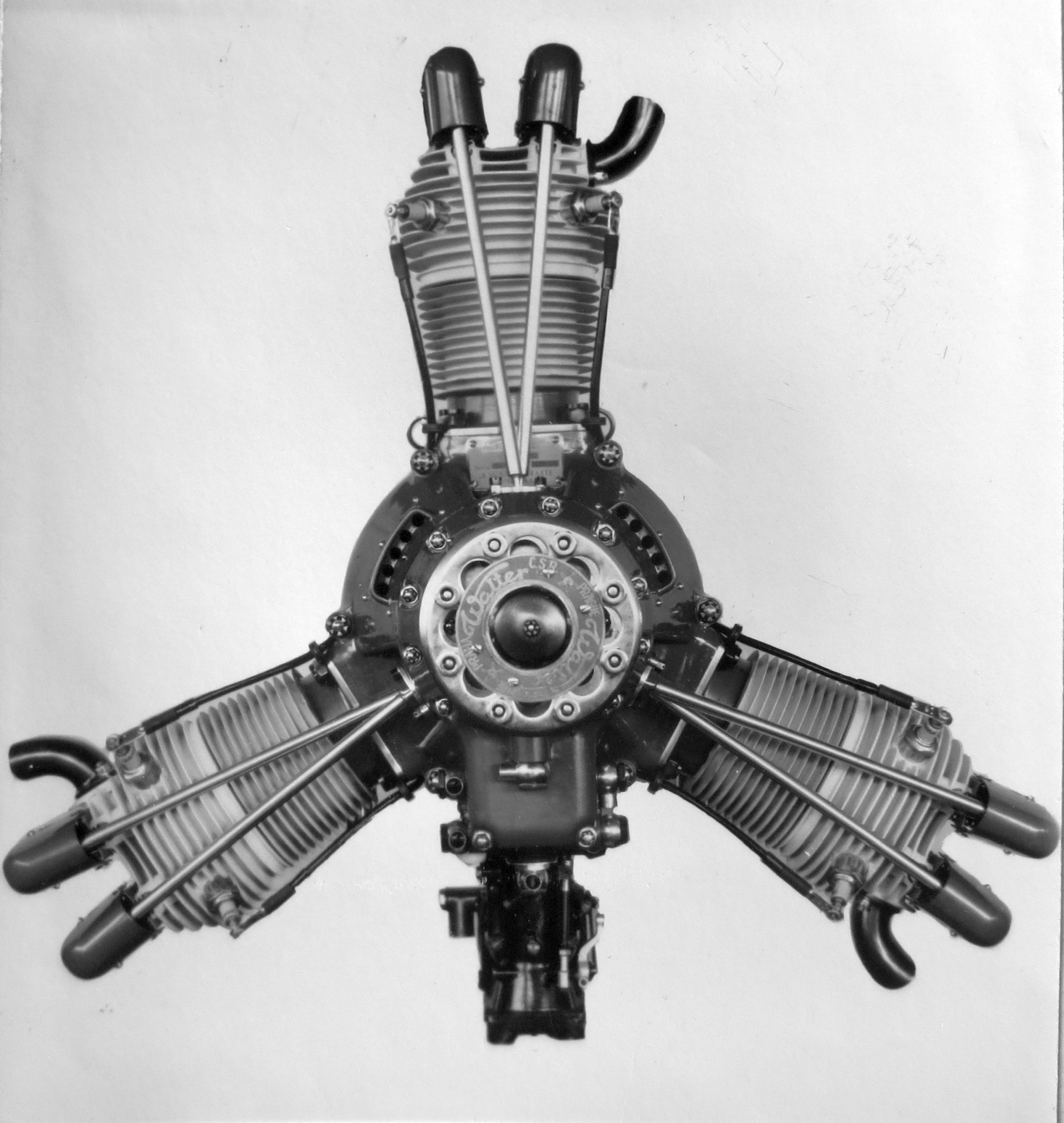
Walter Polaris (1932)

O Walter Polaris foi redesenhado do não muito bem-sucedido Walter NZ-40 ou NZ-45, posteriormente modificado para uma versão mais potente, conhecida como Polaris II. O teste de homologação do Polaris foi concluído em 12 de fevereiro de 1932 e do Polaris II em 25 de abril de 1933. O número de motores produzidos, em ambas as versões, foi de 33 unidades.
O Polaris II foi projetado para aeronaves desportivas leves, que eram muito consideradas na época e era um sonho inalcançável para a maioria dos projetistas. Algumas aeronaves foram equipadas com este motor, mas praticamente todas as unidades foram instaladas no Letov Š-39. Este modelo basicamente encerrou a história de motores radiais com três cilindros produzidos pela Walter. Os motores radiais gradualmente foram dando espaço a motores em linha invertidos.

## Descrição

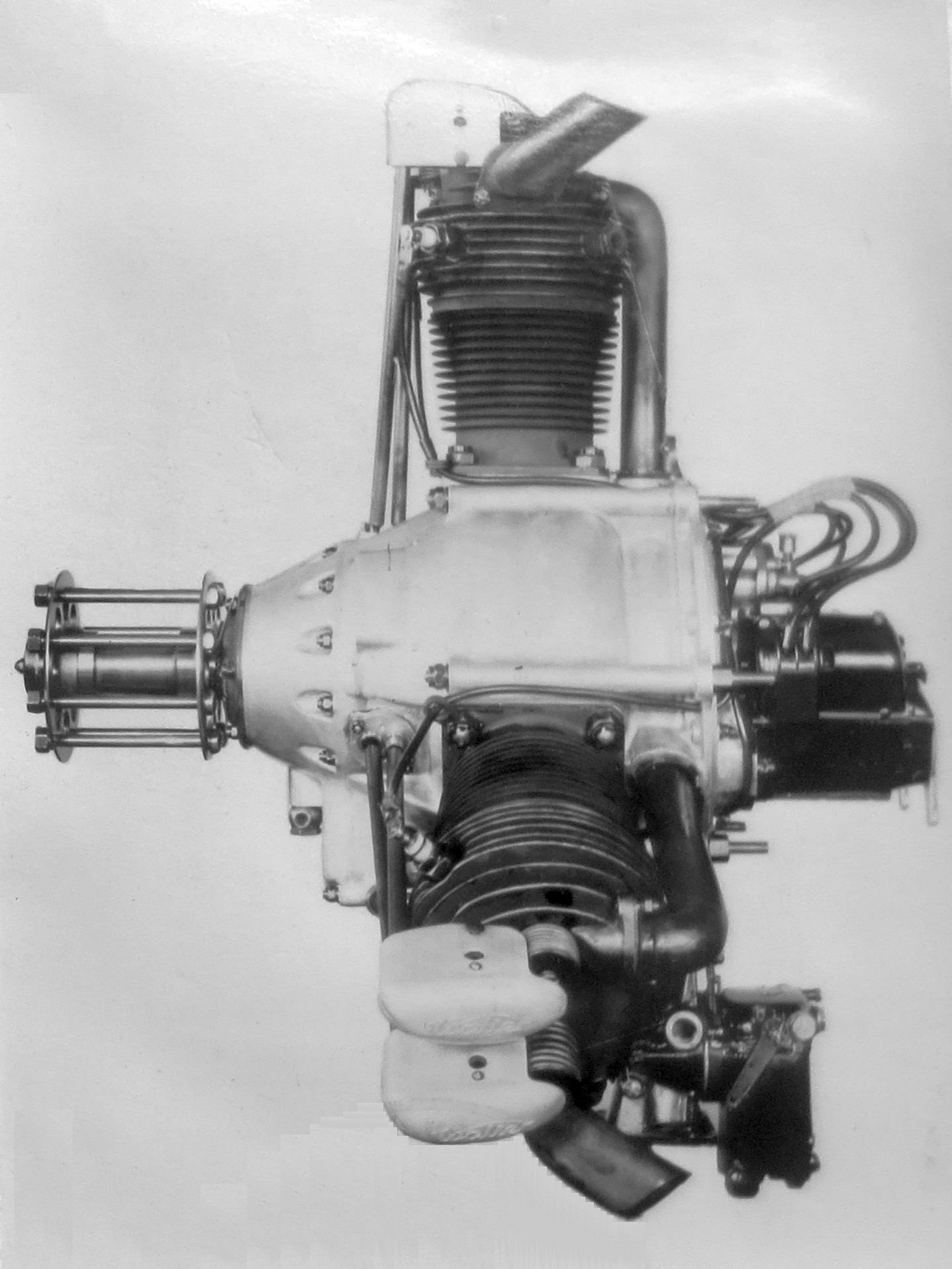
Walter Polaris, vista lateral (1932)

O Polaris era um motor radial de três cilindros com um diâmetro de 105 mm e um curso de 120 mm (3H). Era um clássico motor a gasolina equipado com um carburador. Toda a série de motores NZ tinham um comprimento e curso uniformes de 105 e 120 mm respectivamente (exceto pelo Walter Scolar). Eles diferenciavam-se apenas no número de cilindros. Dentre os detalhes que distinguiam este motor do NZ-40 / NZ-45, vale mencionar que os cilindros de aço possuíam cabeçotes de alumínio e nervuras torneadas, com uma biela principal indivisa de seção transversal circular em uma caixa de bronze livre com duas superfícies deslizantes, virabrequim dividido (Poldi-Victrix-Special) e ignição Scintilla dupla. O motor também sofria de alguns problemas do modelo no qual se baseou. Sobre todos, era a pouca lubrificação do cilindro superior, operação com vibração e a força resultante no berço do motor. Apenas resolveu este último problema quando foram instalados grandes amortecedores de borracha.

## Utilização

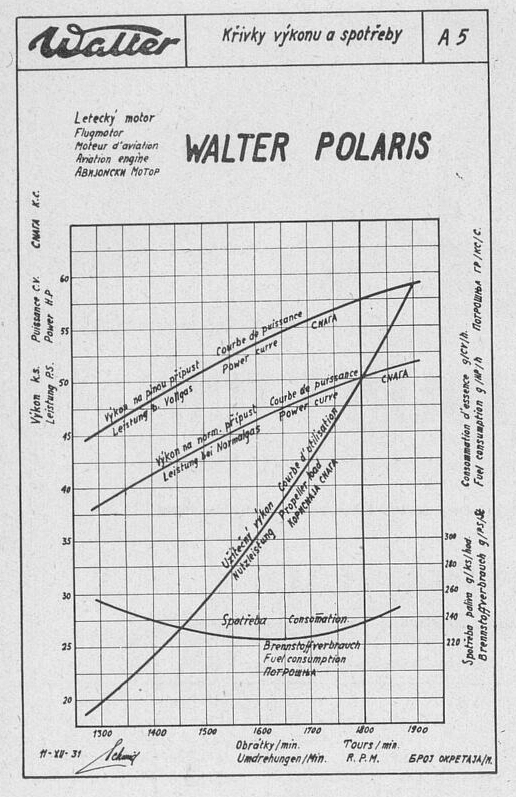
Walter Polaris (características)

O número de aplicações foi pequena com os motores Polaris pelas razões apresentadas acima. Além do Letov Š-39 e do Přikryl-Blecha PB 5 "Racek", este motor foi instalado na aeronave de Jaroslav Lonka, com a matrícula OK-VAF, designada Lonek L-5. Com o L-5, ele participou do Memorial Kašpar em Chrudim em 1932, onde se acidentou e seu companheiro de voo Ginette Ferron faleceu. A segunda aplicação (com um motor apenas) foi o avião americano Rearvin Junior 4000, que operou na Checoslováquia com a matrícula OK-WAO (1934 a 1939). Durante a Segunda Guerra Mundial esta aeronave estava registrada na Eslováquia.

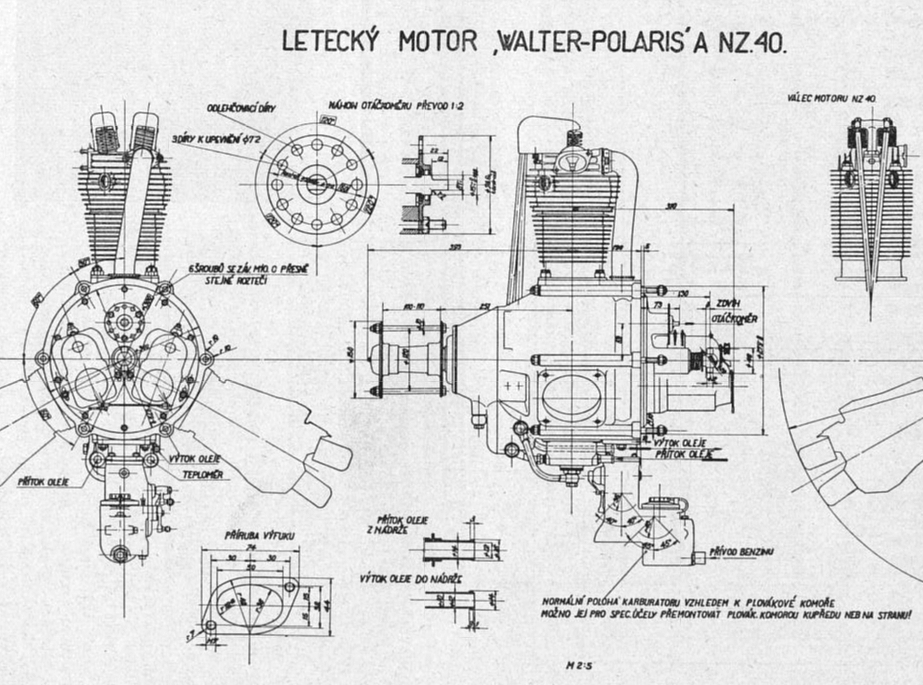
Walter Polaris (esquema)

O Letov Š-39 era um monomotor com dois assentos, desenvolvido para ser utilizado como aeronave desportiva. A criação de Alois Šmolík voou pela primeira vez em 1931. Foi subsequentemente fabricado na fábrica da Letov em Letňany, próximo a Praga. Em 1932, 23 aeronaves deste modelo foram produzidas. Em 9 de dezembro de 1932, o Major Josef Heřmanský bateu um recorde na categoria de aeronaves leves de até 400 kg com um Š-39 e um motor Polaris, decolando de uma altura de 5 137 m (16 900 ft). Nos anos de 1932 e 1933, Heřmanský (agora como Tenente Coronel), atingiu oito recordes. Uma dessas aeronaves, de matrícula OK-WAN, pertencia ao gerente geral da fábrica Walter (a matrícula foi realizada a partir de 2 de setembro de 1932 para a empresa J. Walter et al.), Antonín Kumpera. No 2º Encontro no Aeroporto de Mokotov próximo a Varsóvia em 1933, Kumpera ficou em segundo lugar em uma das corridas e terceiro lugar em outra. No período entre 1932 e 1938, o Š-39 era o mais moderno e mais difundido avião desportivo fabricado na Checoslováquia. Entretanto, a aeronave não chegou a ser largamente produzida devido ao custo da aeronave ser cerca de CZK 25.000 e outros 28.000 eram necessários para comprar o motor. O desenvolvimento da aeronave foi continuado, com versões do Letov Š-139 (vários dos quais equipados com um motor Walter Mira-R) e Letov Š-239, equipado com um motor Walter Minor 4-I.
Outra aeronave na qual o Polaris apareceu brevemente foi no avião desportivo de dois assentos Přikryl-Blecha PB-5, de 1931. Era uma elegante e pequena aeronave, ideal para voos turísticos amadores. Caracterizava-se por uma decolagem e pouso muito curto, além de uma incomum boa razão de subida. Os dois tripulantes sentavam em tandem, com o piloto no banco de trás e o passageiro à frente. Atrás dos assentos, tinha um espaço razoável para bagagens. O motor Polaris I era montado diretamente na parede de madeira dianteira utilizando seis blocos silenciosos. A hélice era de madeira, com um diâmetro de 1820 mm. O motor era coberto por uma capota removível de alumínio, que permitia fácil acesso. Entretanto, fato foi de que o motor não funcionou bem em conjunto com esta aeronave. Outro protótipo, OK-BPE, voou com um motor Walter NZ-60, mas outras aeronaves posteriormente construídas utilizaram um motor de sete cilindros, Pobjoy R, com uma potência de 55 kW (73,8 hp).

## Especificações
Fontes

### Especificações técnicas
- Tipo: motor aeronáutico radial com três cilindros, refrigerado a ar
- Diâmetro (cilindro): 105 mm
- Curso: 120 mm
- Diâmetro do motor: 926 mm
- Comprimento do motor: 708 mm
- Área total dos pistões: 259,7 cm2
- Deslocamento: 3120 cm3
- Peso básico: 72 kg

### Componentes
- Distribuição: OHV, duas válvulas
- Carburador: Zénith 50 AIO ou Solex DV40
- Ignição: 2 magnetos Scintilĺa PN3-DF
- Lubrificação: por pressão, cárter seco
- Propulsão: hélice de madeira com duas pás
- Refrigeração: ar

### Desempenho
- Potência:
  - Decolagem: 44,1 kW (59,1 hp) a 1.900 rpm (Polaris), 57,4 kW (77,0 hp) a 2.460 rpm (Polaris II)
  - Nominal: 40,4 kW (54,2 hp) a 1.800 rpm (Polaris), 51,5 kW (69,1 hp) a 2.330 rpm (Polaris II)
- Taxa de compressão: 5,15:1 (Polaris), 5,3:1 (Polaris II)
- Consumo de combustível: 230 g.h−1.k−1 / 313 g.h−1.kW−1
- Consumo de óleo: 10 g.h−1.k−1 / 13,6 g.h−1.kW−1
- Relação potência por peso: 0,56 kW/kg (Polaris), 0,72 kW/kg (Polaris II)

## Galeria

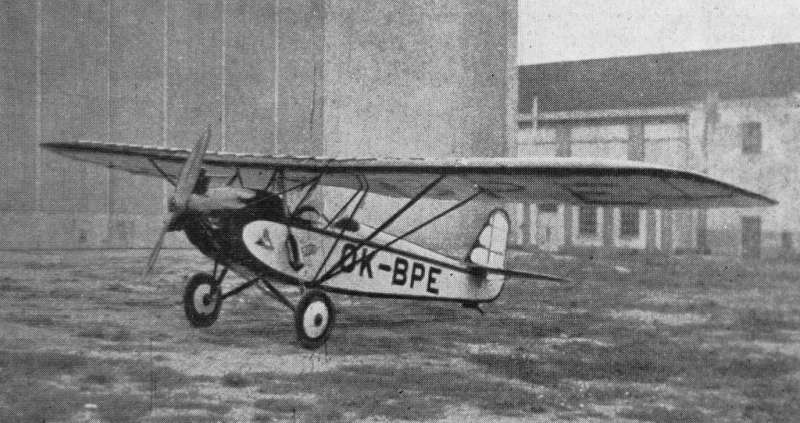
Přikryl-Blecha PB-5 (OK-BPE) com um Walter Polaris (1932)
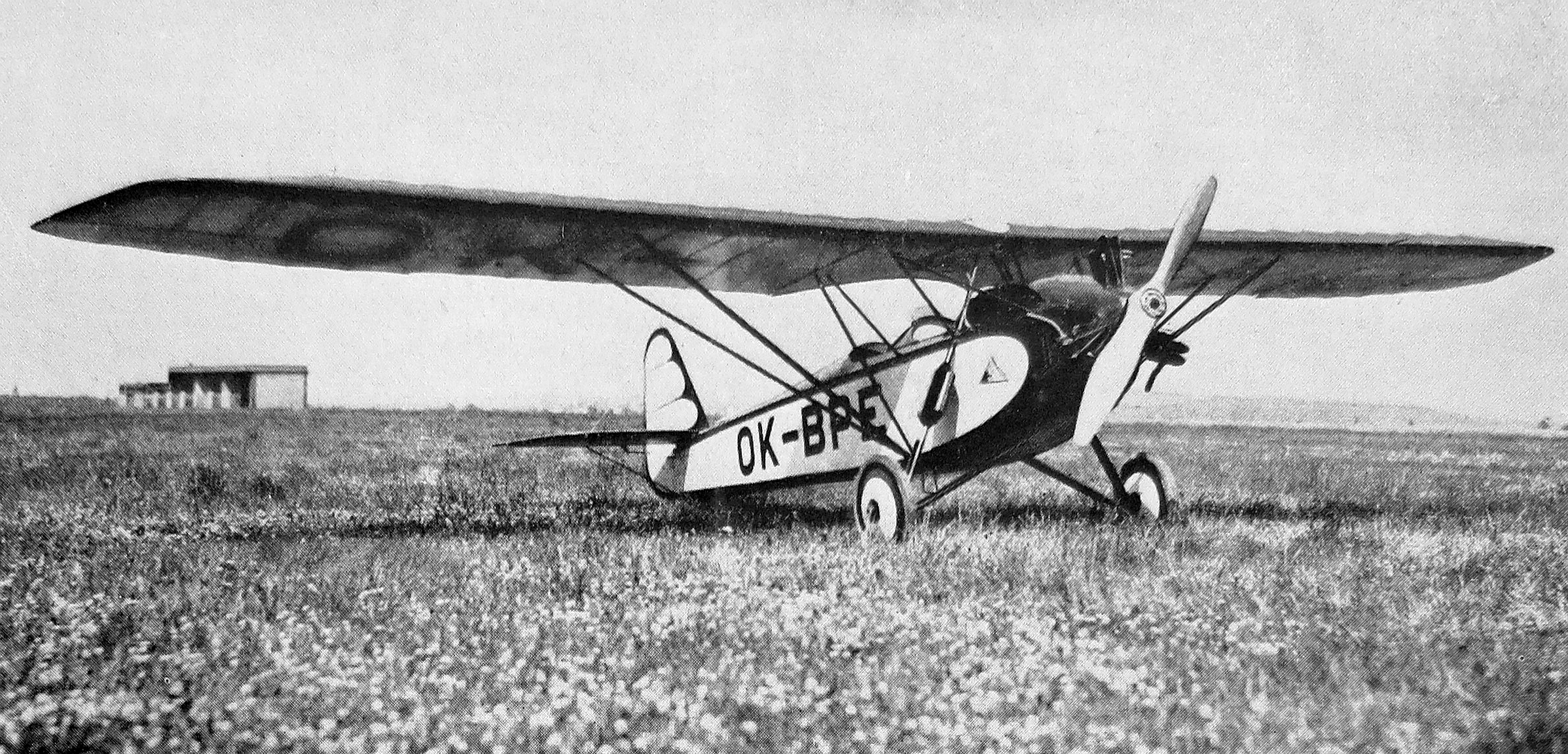
Přikryl-Blecha PB-5 (OK-BPE) com um Walter Polaris (1932)
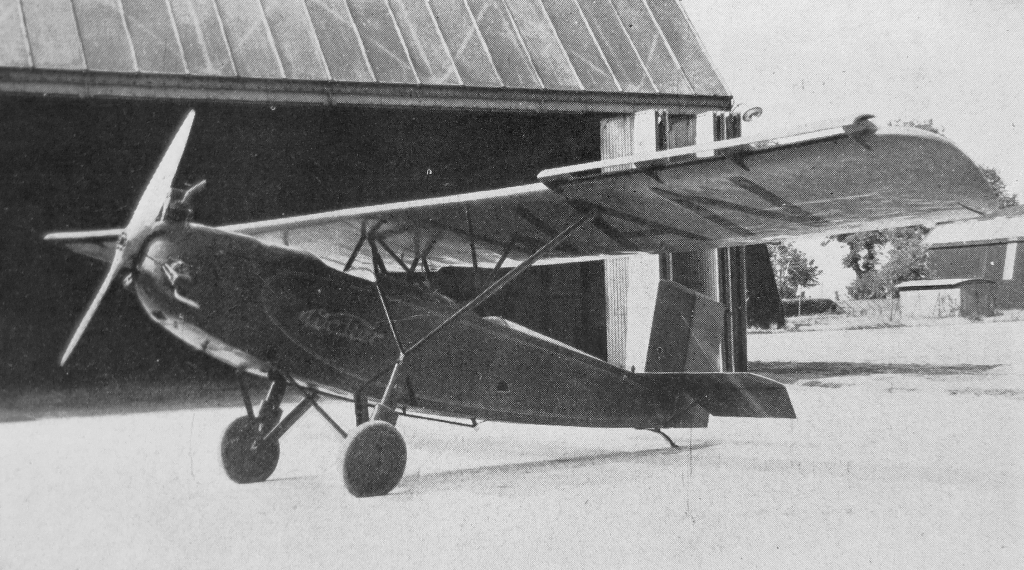
Letov Š-39 (OK-WAN) com um Walter Polaris II (1932)
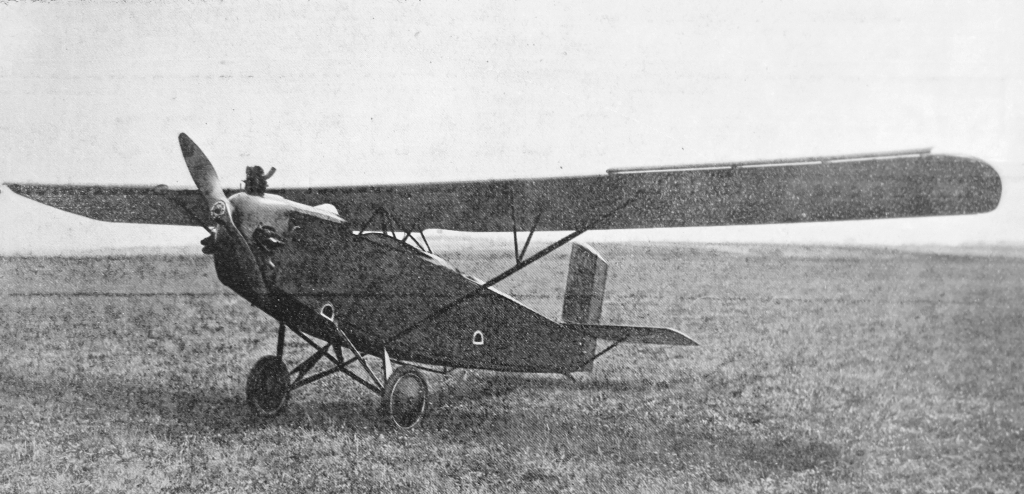
Letov Š-39 com um Walter Polaris II (1932)
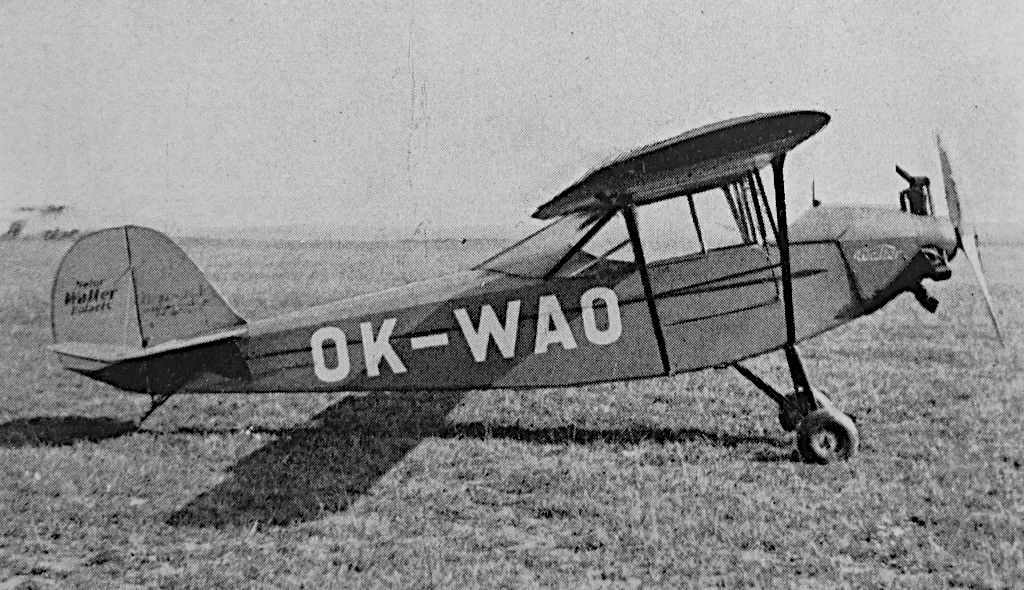
Rearwin Junior 4000 (OK-WAO) com um Walter Polaris II (1934)
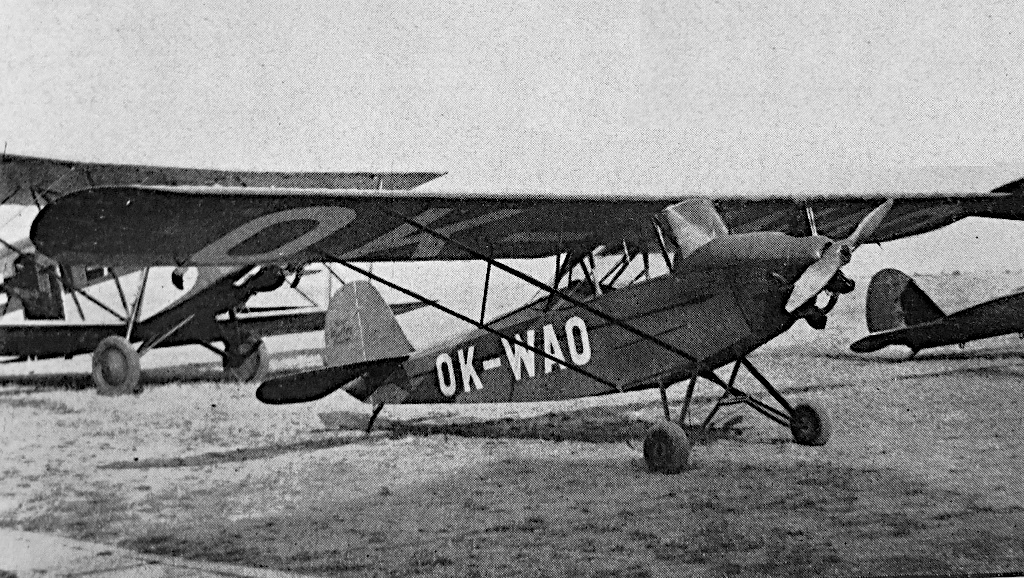
Rearwin Junior 4000 (OK-WAO) com um Walter Polaris II (1934)
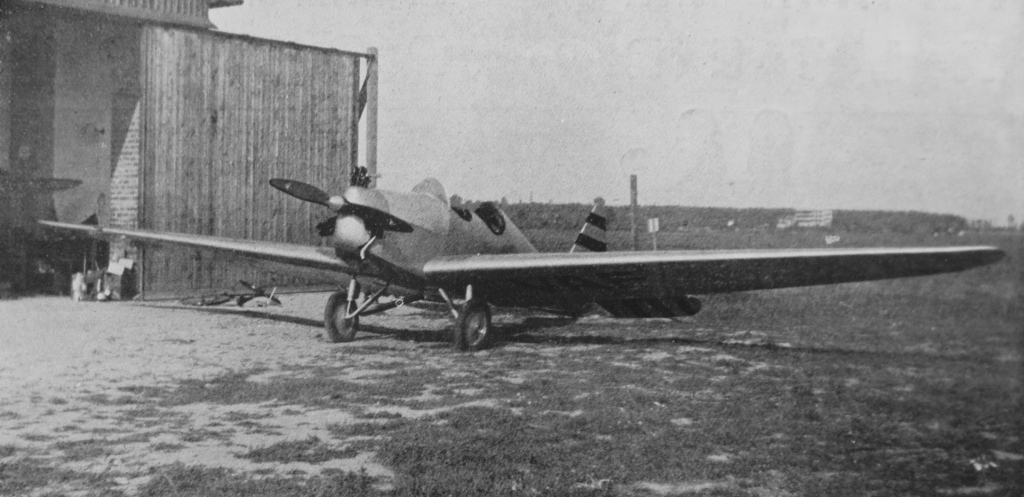
Lonek L-5 com um Walter Polaris (1932)
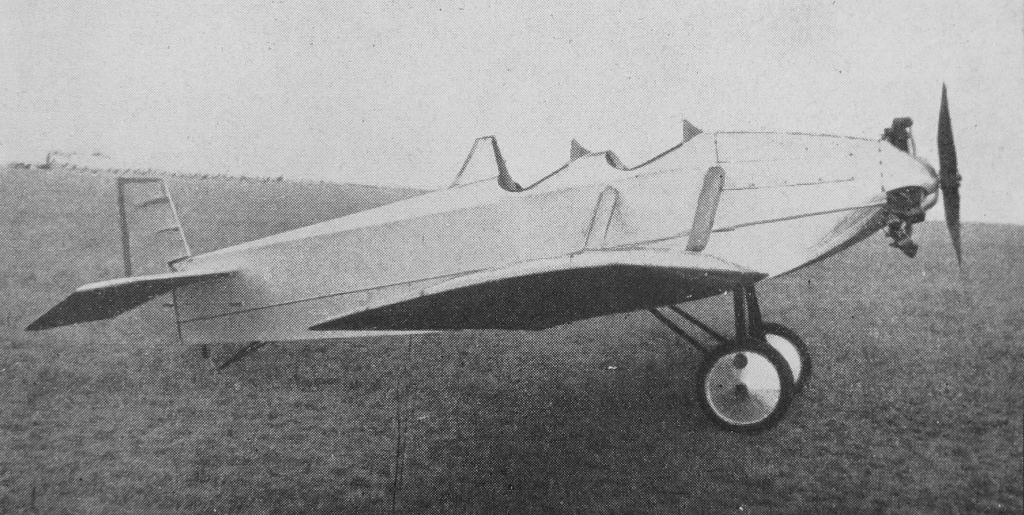
Karvelis BK-11 com um Walter Polaris II